# Marlene Hagge

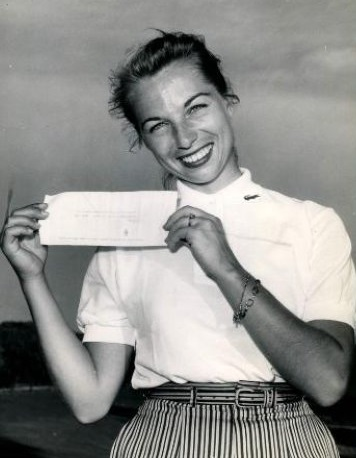
Marlene Hagge (1956).

Marlene Bauer Hagge, senare Hagge-Vossler, född Bauer den 16 februari 1934 i Eureka, South Dakota, död 16 maj 2023 i La Quinta, Kalifornien, var en amerikansk professionell golfspelare. Hon var en av de tretton grundarna av LPGA och valdes in i World Golf Hall of Fame 2002.
Hagge började spela golf när hon var tre år gammal och vann Long Beach City Boys Junior när hon var 10. Tre år senare vann hon flera segrar i tävlingar för vuxna och blev den yngsta spelaren som har klarat cutten i US Womens Open där hon då slutade på åttonde plats. 1949, vid 15 års ålder, blev hon historiens yngsta idrottsperson som utnämndes till Associated Press Athlete of the Year. Hon var den yngsta av de tretton damer som grundade LPGA 1950. 
Hagge vann 26 tävlingar på LPGA-touren mellan 1952 och 1972. Hon var 18 år gammal då hon vann Sarasota Open 1952 och år 2005 är hon fortfarande den yngsta segraren i LPGA:s historia. Hon vann en major och den segern kom i 1956 års LPGA Championship. 1956 var hennes bästa år då hon vann penningligan och åtta tävlingar på LPGA-touren.

## Majorsegrar
- 1956 LPGA Championship

## LPGA-segrar
- 1952 Sarasota Open, Bakersfield Open
- 1954 New Orleans Open
- 1956 Sea Island Open, Babe Zaharias Open, Pittsburgh Open, Triangle Round Robin, LPGA Championship, World Championship, Denver Open, Clock Open
- 1957 Babe Zaharias Open, Lawton Open
- 1958 Lake Worth Open Invitational, Land of Sky Open
- 1959 Mayfair Open, Hoosier Open
- 1963 Sight Open
- 1964 Mickey Wright Invitational
- 1965 Babe Zaharias Open, Milwaukee Open, Phoenix Thunderbirds Open, LPGA Tall City Open, Alamo Open
- 1969 Stroh's-WBLY Open
- 1972 Burdine's Invitational

## Utmärkelser
- 2000 Commissioner's Award
- 2002 World Golf Hall of Fame